# سویه بتای سارس کووید ۲
سویه بتا (به انگلیسی: Beta variant)  که به عنوان نسب B.1.351 نیز شناخته می‌شود، نوعی از سارس کووید ۲ است، ویروسی که باعث کووید ۱۹ می‌شود. یکی از چندین نوع جهش‌یافته کووید ۱۹ است که از اهمیت ویژه ای برخوردار است، این سویه اولین بار در اکتبر ۲۰۲۰ در منطقه شهری نلسون ماندلا در استان کیپ شرقی آفریقای جنوبی شناسایی که توسط وزارت بهداشت کشور در ۱۸ دسامبر ۲۰۲۰ گزارش شد. تجزیه و تحلیل جغرافیایی نشان می‌دهد که این گونه در ماه ژوئیه یا اوت ۲۰۲۰ در منطقه خلیج نلسون ماندلا به وجود امده است.
سازمان بهداشت جهانی این نوع را بتا نامگذاری کرد، نه برای جایگزینی نام علمی، بلکه به عنوان نامی که عموم مردم باید به آن اشاره کنند. WHO آن را نوعی نگرانی می‌داند.